# Holcopasites illinoiensis
Holcopasites illinoiensis là một loài Hymenoptera trong họ Apidae. Loài này được Robertson mô tả khoa học năm 1891.